# Dogo
Dogo is een gemeente (commune) in de regio Sikasso in Mali. De gemeente telt 34.000 inwoners (2009).